# Kolonia Hnatkowska
Kolonia Hnatkowska – część wsi Orły w Polsce, położona w województwie podkarpackim, w powiecie przemyskim, w gminie Orły, w sołectwie Orły.
W latach 1975–1998 miejscowość była położona w województwie przemyskim.